# Superman (cançó)
«Superman» és una cançó de la banda estatunidenca The Clique de l'any 1969, però que es va fer famosa per l'enregistrament realitzat per la banda estatunidenca de rock alternatiu R.E.M. l'any 1986.
Va ser composta per Mitchell Bottler i Gary Zekley, i es va publicar originalment com a senzill l'any 1969.

## Versió R.E.M.
R.E.M. va enregistrar la cançó per incloure-la en el seu quart àlbum d'estudi, Lifes Rich Pageant (1986). Va ser llançada com a senzill i malgrat la difusió en ràdios estatunidenques, no va arribar a entrar mai a la llista de senzill. Com a cara-B i van incloure la cançó «White Tornado», que havien enregistrat originalment el 1981, que van tornar a gravar el 1984 durant les sessions de Reckoning, però que encara van mantenir amagada.
La versió de R.E.M. va aparèixer en un episodi de la sèrie de televisió Lois & Clark: The New Adventures of Superman i va ser inclosa en la banda sonora de la pel·lícula DC League of Super-Pets (2022), per la seva referència al personatge de ficció i superheroi Superman.

### Llista de cançons
Totes les cançons foren escrites i compostes per Bill Berry, Peter Buck, Mike Mills, i Michael Stipe. 
| 1.            | «Superman» (Gary Zekley/Mitchell Bottler) | 2:52 |
| 2.            | «White Tornado»                           | 1:56 |
| Durada total: | Durada total:                             | 4:48 |

| 1.            | «Superman» (Gary Zekley/Mitchell Bottler) | 2:52 |
| 2.            | «White Tornado»                           | 1:56 |
| 3.            | «Femme Fatale» (Lou Reed)                 | 2:50 |
| Durada total: | Durada total:                             | 7:38 |

| 1.            | «Superman» (Gary Zekley/Mitchell Bottler) | 2:52 |
| 2.            | «White Tornado»                           | 1:56 |
| 3.            | «Perfect Circle»                          | 3:30 |
| Durada total: | Durada total:                             | 8:18 |